# سلطان العتيبي
سلطان العتيبي: (من مواليد 21 مايو 1970) هو سبّاح كويتي سابق، تميز في سباقات الفردية المتنوعة، وشارك أيضًا في سباقات السباحة على الظهر، والصدر، والفراشة. مثّل دولة الكويت في أربع دورات أولمبية متتالية ابتداءً من عام 1988، كما حقق عددًا من الأرقام القياسية الوطنية في مختلف الفئات، خاصة في سباق 200 متر فردي متنوع.
شارك العتيبي لأول مرة رسميًا، وهو في الثامنة عشرة من عمره، في دورة الألعاب الأولمبية الصيفية عام 1988 في سيول. وفشل في الوصول إلى نهائي أفضل 16 في أي من منافساته الفردية، حيث احتل المركز الثامن والثلاثين في سباق 200 متر فراشة في زمن قدره (2:12.89)، والثاني والأربعين في سباق 200 متر فردي متنوع في زمن قدره (2:15.63)، والحادي والثلاثين في سباق 400 متر فردي متنوع في زمن قدره (4:50.16)، وهي أفضل نتيجة أولمبية له على الإطلاق. وايضا تنافس العتيبي في دورة الألعاب الأولمبية الصيفية عام 1992 في برشلونة، وفي دورة الألعاب الأولمبية الصيفية عام 1996 في أتلانتا، لكنه احتل المركز خارج أفضل 25 في معظم منافساته في السباحة، بما في ذلك سباق 200 متر فردي متنوع.
بعد اثني عشر عامًا من التنافس في أول دورة ألعاب أولمبية له، تأهل العتيبي لفريقه الكويتي الرابع في سباق 200 متر فردي متنوع للرجال، وهو في الثلاثين من عمره، في دورة الألعاب الأولمبية الصيفية لعام 2000 في سيدني. حقق زمنًا قدره 2:09.22 وفقًا لتصنيف الاتحاد الدولي للسباحة من بطولة آسيا للسباحة في بوسان بكوريا الجنوبية . وفي السباحة في الجولة الأولى، سجل العتيبي وقتًا قدره 2:16.23 ليهرب بسهولة من المركز الأخير إلى المركز السابع متفوقًا على الأردني عمر أبو فارس البالغ من العمر 16 عامًا. فشل العتيبي في التقدم إلى الدور نصف النهائي، حيث احتل المركز الخامس والخمسين في الترتيب العام في التصفيات التمهيدية.